# Nedusia castra
Nedusia castra är en fjärilsart som beskrevs av Jones 1921. Nedusia castra ingår i släktet Nedusia och familjen Uraniidae. Inga underarter finns listade i Catalogue of Life.